# 리투아니아 축구 연맹
리투아니아 축구 연맹(리투아니아어: Lietuvos futbolo federacija; LFF)은 리투아니아의 축구를 관리하는 기관이다. 이 연맹은 국가의 축구 발전과 리투아니아 축구 국가대표팀을 포함한 국가대표팀의 책임을 지고 있다. 이 연맹은 빌뉴스에 기반을 두고 있다. LFF는 1923년에 FIFA의 회원국이 되었지만 리투아니아가 소련에 의해 합병된 후 해체되었다. 리투아니아가 다시 독립한 후 1992년에 다시 회원국이 되었다. 1부 리그는 A 리가이다.
한 프랑스 기자는 텅 빈 경기장(발트해 풋볼 리그 경기가 열린 곳)에 가까운 풀 농구장 보고 리투아니아는 농구의 그늘 속에서 아름다운 경기를 살아야 하는 땅이라는 기사를 실었다.
현실적으로 축구의 인기는 상승하고 있고 ULEB컵 준결승전과 질적으로 대등한 극소수의 경기들도 풀 스타디움과 TV 팔로잉을 하고 있다. 이러한 열풍은 2004년 유럽 연합에 가입한 이후 많은 리투아니아인들이 이민을 간 영국을 포함한 다른 유럽 국가들로부터 주로 수입되고 있다.
그러나 농구와 달리 리투아니아 축구는 상대적으로 약하다. 국가대표팀은 유럽 선수권 대회나 월드컵에 진출한 적이 없다. 축구에서 운의 요소는 농구보다 크기 때문에 리투아니아가 독일, 이탈리아, 스페인과 같은 주요 팀을 상대로 무승부를 기록한 적이 있다. 그러나 곧 페로 제도나 리히텐슈타인 같은 팀에게 패배하면 리투아니아 팬들의 희망이 사라지고 축구의 인기가 떨어진다.